# История всей твоей жизни
«История всей твоей жизни» (англ. The Entire History of You) — третий эпизод первого сезона телесериала «Чёрное зеркало». В главных ролях — Тоби Кеббелл и Джоди Уиттакер. Сценарий написал Джесси Армстронг (создатель телесериала Пип Шоу). Премьера состоялась на Channel 4 18 декабря 2011.
В 2013 Роберт Дауни-младший купил права на потенциальную экранизацию этого эпизода компаниями Warner Bros. и Team Downey.

## Сюжет
В альтернативной реальности большинство людей имеют чип, вживлённый за ухом, который записывает всё, что человек делает, видит или слышит. Это позволяет воспроизводить воспоминания или непосредственно перед глазами, или на экране.
Лиам Фоксвел (Тоби Кеббелл) — молодой юрист, который проходит собеседование (аттестацию) относительно будущей работы, но боится, что провалил его. Оставив собеседование, он просматривает воспоминания и замечает неискренность в словах работодателя. Лиам приезжает на званый ужин, организованный друзьями его жены, и видит, как его жена Фиона (Джоди Уиттакер) разговаривает с мужчиной, которого он не узнаёт. Фиона говорит, что его зовут Джонас (Том Каллен). Некоторые друзья Фионы спрашивают, как прошло собеседование, и просят пересмотреть воспоминания, чтобы выразить свои мнения, однако Джонас вмешивается и спасает Лиама от конфуза.
За ужином Джонас откровенно рассказывает о своей личной жизни. В частности, о том, как мастурбирует на просмотр воспоминаний о своих бывших. В течение ужина у Лиама появляются подозрения, что Фиона «странно» смотрит на Джонаса. Эти подозрения усиливаются, когда она смеётся от несмешной шутки Джонаса. Одна женщина сообщает, что около года назад на неё напали и удалили её чип, поэтому теперь она ведёт «бесчиповую» жизнь.
Когда Лиам и Фиона возвращаются домой, выясняется, что Фиона и Джонас имели отношения в прошлом. Фиона рассказывала Лиаму мимоходом об этих отношениях, заверив, что они длились около недели. Позже она признаётся, что это было около месяца, а в итоге выясняется, что на самом деле она встречалась с Джонасом полгода. То, что Фиона не рассказала об этом сразу, делает Лиама параноиком. Фионе становится некомфортно от навязчивых вопросов Лиама, начинается ссора. Лиам извиняется, они занимаются сексом, но каждый из них в это время просматривает воспоминания об их предыдущем, более страстном сексе. По завершении Лиам спускается вниз и всю ночь просматривает признание Джонаса на вечеринке. Утром между ним и Фионой снова происходит ссора по поводу её смеха над шуткой Джонаса. Фиона идёт обратно в постель, а Лиам напивается и заявляется в дом Джонаса, где начинает драку и заставляет Джонаса удалить все воспоминания о Фионе. Джонас так и делает, Лиам уезжает и разбивает машину, врезавшись в дерево.
Когда он приходит в себя, то с ужасом воспроизводит последние воспоминания. Оказывается, когда Джонас удалял воспоминания, спроецировав их на экран, Лиам успел заметить, что там был файл, который доказывает, что Джонас был в их спальне полтора года назад — примерно в то самое время, когда была зачата их дочь. Лиам приходит домой и вынуждает Фиону признаться в измене. В своё оправдание она говорит, что это было в то время, когда Лиам ушёл из дома после ссоры. На вопрос Лиама о предохранении Фиона отвечает, что настояла на том, чтобы Джонас надел презерватив, и что именно Лиам — отец ребёнка. Лиам заставляет Фиону воспроизвести то воспоминание. Видео не показывают, слышен лишь вопрос Фионы: «Тебе помочь?», после чего начинается секс, нет точного доказательства, надел ли Джонас презерватив.
В заключительных сценах Лиам бесцельно бродит по своему пустому дому и воспроизводит счастливые воспоминания с Фионой и дочкой. Он идёт к ванной комнате и лезвием вырезает свой чип из-за уха. Экран моментально чернеет.

## Критика
Сайт The A.V. Club оценил эпизод на 5−, заметив, что 
«хотя эпизод рассказывает историю, такую же древнюю, как само время, „История всей твоей жизни“ просто удивительная. Развязку истории зритель может предсказать (Лиам заставляет Фиону показать её последнюю связь с Джонасом), но нам предусмотрительно не показывают этого. Каждый раз, когда персонаж воспроизводит воспоминания с помощью чипа, его глаза становятся тусклыми и придают ему демонической вид. Я убеждён, что это было сделано намеренно».

DenOfGeek написал: 
«Как это часто бывает с научной фантастикой, „История всей твоей жизни“ исследует ловушку, в которую могут заманить технологии будущего. Учитывая наше нынешнее стремление делиться тщательно отобранными эпизодами собственной жизни в интернете, идея, что в будущем люди смогут просто записывать воспоминания, выглядит не такой уж бредовой, а способ, которым это показано в эпизоде — убедительный и чрезвычайно жуткий».
The Telegraph оценил эпизод на 3/5, написав, что 
«это наименее впечатляющая из драм „Чёрного зеркала“, поскольку технологический элемент не был основой развития сюжета. Ревнивые люди всегда найдут возможность разрушить свои отношения, даже без базы данных воспоминаний».

Издание Metro оценило эпизод на «A», отметив, что 
«сегодняшний эпизод „Чёрного зеркала“ заставил меня сидеть перед монитором, пока не закончились титры, с выражением лица человека, который только что стал свидетелем убийства целого выводка котят».